# Eunidia indistincta
Eunidia indistincta là một loài bọ cánh cứng trong họ Cerambycidae.